# Kaspar Schwenckfeld

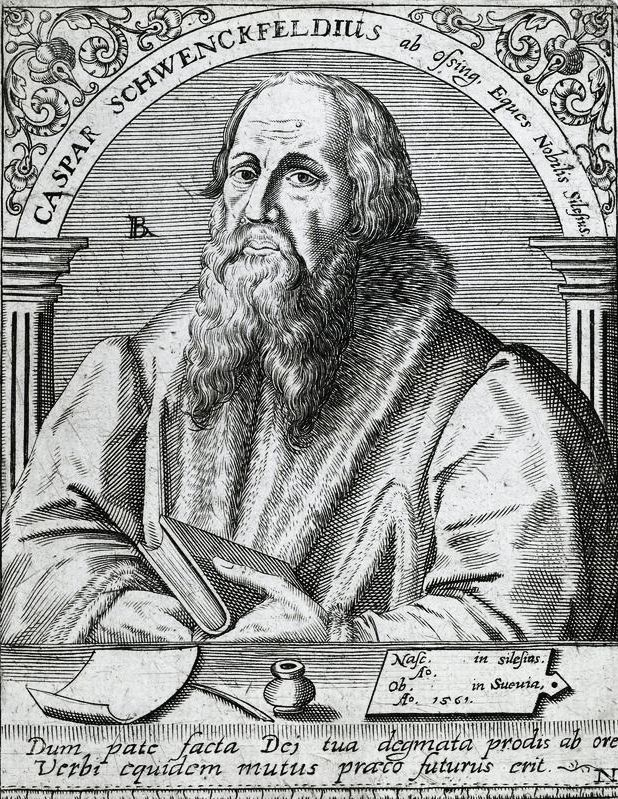
Kaspar Schwenckfeld.

Kaspar Schwenckfeld (oriktiga är formerna Schwenkfeld och Schwenckfeldt), född 1489 i Ossig nära Lüben, hertigdömet Liegnitz, av adlig familj, död den 10 december 1561 i Ulm, var en tysk spiritualist.
Schwenckfeld trädde i hovtjänst, men slutade denna på grund av lomhördhet 1523. Redan 1518 torde han genom studiet av Luthers skrifter ha vunnits för denne; 1521 försvarade han Liegnitz övergång till reformationen. År 1522 var han i Wittenberg, där han kom i beröring med Karlstadt och svärmeandarna. Jämförelsevis raskt skilde han sig nu från Luther och blev spiritualist. 
En skrift från 1524 visar vändningen. År 1525 kom han i öppen strid med Luther om nattvardsläran. När spiritualismen på protestantisk mark gick två motsatta vägar: den organisationslösa mystiska spiritualismens och den biblicistiska sekttypens, följde Schwenckfeld i huvudsak den förra, om också med stark påverkan från den senare, döparna. Som misstänkt vederdöpare lämnade han 1529 frivilligt Schlesien och begav sig till samlingsorten för alla former av religiös opposition, Strassburg.
Men när Strassburgs kyrka under Bucers ledning inskred mot sektväsendet, lämnade Schwenckfeld 1533 staden. I Ulm fann han liksom Sebastian Franck en fristad, tills han 1540 bannlystes. Den personligen varmt fromme och ödmjuke mannen flyktade sedan från plats till plats till sin död. Som alla spiritualister lät han Ordet träda tillbaka för Anden; den yttre synliga kyrkan upplöses, sakramenten försvinner, andedopet träder i stället, och religiös tolerans krävs. 
Genom påverkan från döparna ville Schwenckfeld dock bilda små församlingar av heliga, sammanhållna genom sträng kyrkotukt. Genom Bucers förmedling blev Calvin bekant med Schwenckfelds idéer och upptog så mycket därav, att kalvinismen blivit betecknad som en förkyrkligad schwenckfeldianism. Däri ligger Schwenckfelds historiska betydelse.    
De av hans anhängare bildade små menigheterna levde däremot rätt isolerade och dog ut under 1600-talet utom i Schlesien. När de där 1720 skulle utrotas genom jesuiterna, vandrade de över Herrnhut till Holland, England och slutligen Amerika (1733), där de 1782 gav sig en konstitution i Pennsylvania. Där finns ännu kvar några församlingar med omkring 3 000 medlemmar.